# История государства инков
«История государства инков» (исп. Comentarios reales de los incas, буквальный перевод — «Полные комментарии инков») — условное общее название двух книг перуанского писателя Инки Гарсиласо де ла Веги, «Подлинные комментарии» и «Всеобщая история Перу», изданных в 1609 и 1617 годах соответственно. Эти книги рассказывают об империи инков и считаются первым выдающимся произведением латиноамериканской литературы.

## Содержание
В «Подлинных комментариях» Гарсиласо рассказывает об истории империи инков, во «Всеобщей истории Перу» — об испанском завоевании и последующих распрях между конкистадорами. Будучи потомком и испанцев, и инков, Гарсиласо с гордостью рассказывает о достижениях последних — об эффективной административной системе, о гуманизме и стойкости этого народа. Он одобряет действия завоевателей по насаждению христианства, но при этом порицает их за жестокое обращение с коренным населением Перу, выступает против расовой дискриминации коренного населения Америки и беспощадной эксплуатации её природных богатств. «И хотя земля [Перу] была так богата и так изобиловала золотом, и серебром, и драгоценными камнями, как об этом известно всему миру, — пишет Гарсиласо, — её уроженцы — самые бедные и нищие люди во вселенной».

## Значение
В 1633 году был опубликован перевод «Истории государства инков» на французский язык, в 1678 — на английский. После подавления восстания Тупака Амару II в 1780 году «Комментарии» были запрещены к печати на территории Перу особым эдиктом Карла III Испанского по причине «опасного содержания». Вплоть до 1918 года они не издавались в Северной и Южной Америке и распространялись подпольно.
«История государства инков» считается первым выдающимся произведением перуанской и в целом латиноамериканской литературы. Труд, особенно в части административного и экономического устройства Тауантинсуйу, испытал влияние творчества первых социал-утопистов, в том числе Томмазо Кампанеллы и Томаса Мора.

## Первые издания
- Ynca Garcilasso de la Vega. Primera parte de los comentarios reales, que tratan del orígen de los Incas, reyes que fueron del Perú, de su idolatría, leyes y gobierno, en paz y en guerra; de sus vidas y conquistas, y de todo lo que fue aquel imperio y su república antes que los españoles pasáran :  [исп.]. — Lisboa : Pedro Crasbeeck, 1609. — 264, [10] h., [1] h. — Назв. на рус. яз.: [Первая часть подлинных комментариев, рассказывающих о происхождении инков, которые были королями Перу, об их идолопоклонстве, законах и правлении на войне и в мире; об их жизни и завоеваниях и обо всем том, чем была та империя и их государство до того, как пришли в нее испанцы[4]]. Место хранения: Национальная библиотека Испании. R/599, R/30774, R/23946[5].
- Ynca Garcilasso de la Vega. Historia general del Peru, trata el descubrimiento del; y como lo ganaron los Españoles. Las guerras civiles que hubo entre Piçarros, y Almagros, sobre la partija de la tierra. Castigo y leuantamieto de tiranos: y otros sucesos particulares que en la Historia se contienen :  [исп.]. — Córdova : Andrés Barrera y à su costa, 1616. — 300, [8] h., [6] h. — Место хранения: Национальная библиотека Испании. R/24420[6].

## Перевод на русский
- Инка Гарсиласо де ла Вега. История государства инков / перевод со староисп. В. А. Кузьмищев; отв. ред. Ю. В. Кнорозов. — Л. : Наука, 1974. — (Литературные памятники).